# Америко
Доминго Џони Вега Урзуа (шп. Domingo Johnny Vega Urzúa; Арика, 24. децембар 1977), познат и као Америко (Américo), чилеански је певач.

## Дискографија
- 1988:
- 1994:
- 2004:
- 2008:
- 2008:
- 2010: